# Linguagem animal
As linguagens animais são formas de comunicação animal não humana que apresentam semelhanças com a linguagem humana. Os animais se comunicam através de uma variedade de sinais, como sons ou movimentos. A sinalização entre os animais pode ser considerada complexa o suficiente para ser uma forma de linguagem se o inventário de sinais for grande, os sinais forem relativamente arbitrários e os animais parecerem produzi-los com um grau de volição (em oposição a comportamentos condicionados relativamente automáticos ou instintos incondicionados, geralmente incluindo expressões faciais). Em testes experimentais, a comunicação animal também pode ser evidenciada pelo uso de lexigramas por chimpanzés e bonobos.
Muitos pesquisadores argumentam que a comunicação animal carece de um aspecto fundamental da linguagem humana, a criação de novos padrões de sinais sob várias circunstâncias. Os humanos, por outro lado, produzem rotineiramente combinações inteiramente novas de palavras. Alguns pesquisadores, incluindo o linguista Charles Hockett, argumentam que a linguagem humana e a comunicação animal diferem tanto que os princípios subjacentes não estão relacionados. Assim, o linguista Thomas A. Sebeok propôs não usar o termo "linguagem" para sistemas de signos animais. No entanto, outros linguistas e biólogos, incluindo Marc Hauser, Noam Chomsky e W. Tecumseh Fitch, afirmam que existe um continuum evolutivo entre os métodos de comunicação da linguagem animal e humana.

## O que é linguagem
De fato, linguagem é definida como "qualquer e todo sistema de signos...". Um conjunto de signos somente, ou seja, qualquer conjunto de coisas que significam, não é, por si só, uma linguagem. A linguagem é sempre um sistema, mas qual a diferença entre um conjunto de signos e um sistema de signos? Os macacos, mesmo com uma centena de expressões e gritos, ainda não tem uma linguagem, porque não articulam ou combinam esses signos, nem podem interpretar combinações de signos. Para combinar e interpretar, é necessário que haja uma sintaxe e uma semântica que, somadas aos signos, formam um sistema linguístico. Por exemplo, o conjunto de sinais de trânsito formam um conjuntos de signos (coisas que comunicam, que tem um significado). Entretanto, não se pode falar na "linguagem" dos sinais de trânsito, pois estes não formam um sistema (não podem ser combinados, etc.). Por outro lado, expressões artísticas, como a dança e a pintura, por exemplo, são linguagens, pois seus elementos significativos (os movimentos na dança, as cores na pintura, etc.) podem ser combinados de diferentes formas para comunicar coisas diferentes. Assim, para ter uma linguagem, mesmo que rudimentar, o macaco, ou qualquer outro animal, teria que ter não só um léxico (ou seja, um conjunto de signos), mas teria que combinar esses signos para gerar novos significados. Os animais (modulo espécie) tem demonstrado serem capazes de armazenar um grande número de itens lexicais (cf. Sarah e Washoe), mas nunca demonstraram poder combinar ou interpretar combinações de signos. Segundo Noam Chomsky, o que diferencia os humanos (espécie que desenvolve linguagens) e os outros animais (que não desenvolvem linguagens) não pode ser algo evolutivamente muito custoso. Geneticamente, os humanos diferem muito pouco dos animais, principalmente de outros primatas. O salto evolutivo que nos diferenciou dos macacos e nos possibilitou desenvolver linguagem, portanto, não pode ser algo muito complicado, mesmo porque, a evolução, no seu sentido darwiniano, trabalha sempre dando passos pequenos. Chomsky acredita que a recursividade tenha sido esse passo evolutivo (veja o verbete Programa Minimalista para mais informações sobre a teoria chomskyana e a evolução da linguagem na espécie humana).

## Comunicação entre primatas
Os seres humanos são capazes de distinguir palavras reais de palavras falsas com base na ordem fonológica da própria palavra. Em um estudo de 2013, babuínos demonstraram ter essa habilidade, também. A descoberta levou os pesquisadores a acreditar que a leitura não é uma habilidade tão avançada quanto se acreditava anteriormente, mas sim baseada na capacidade de reconhecer e distinguir letras umas das outras. A configuração experimental consistiu em seis babuínos adultos jovens, e os resultados foram medidos permitindo que os animais usassem uma tela sensível ao toque e selecionando se a palavra exibida era de fato uma palavra real ou uma não-palavra como "dran" ou "telk". O estudo durou seis semanas, com aproximadamente cinquenta mil testes concluídos nesse período. Os experimentadores explicam o uso de bigramas, que são combinações de duas letras (geralmente diferentes). Eles nos dizem que os bigramas usados em não-palavras são raros, enquanto os bigramas usados em palavras reais são mais comuns.
Em um estudo de 2016, uma equipe de biólogos de várias universidades concluiu que os macacos possuem tratos vocais fisicamente capazes de falar, "mas não têm um cérebro pronto para falar para controlá-lo".

## Comparação dos termos "linguagem animal" e "comunicação animal"
Vale a pena distinguir "linguagem animal" de "comunicação animal", embora haja algum intercâmbio comparativo em certos casos (por exemplo, os estudos do macaco vervet de Cheney & Seyfarth).

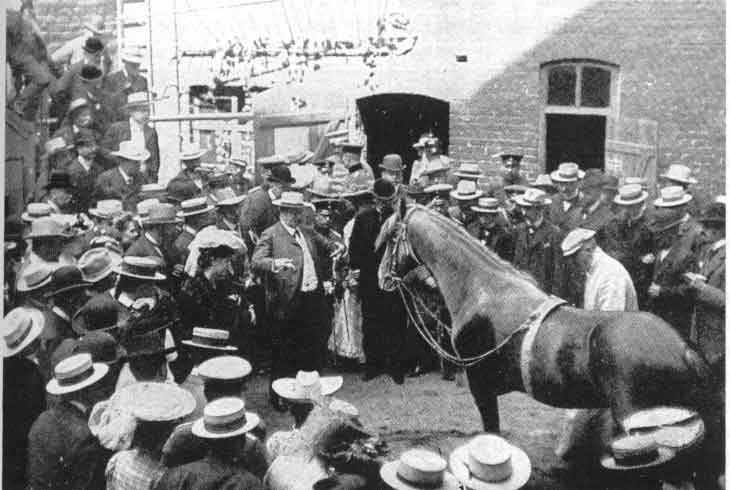
"Clever Hans", um cavalo Orlov Trotter que se dizia ser capaz de realizar aritmética e outras tarefas intelectuais

Talvez o crítico mais conhecido de "Linguagem Animal" seja Herbert Terrace. A crítica de 1979 de Terrace usando sua própria pesquisa com o chimpanzéee Nim Chimpsky foi contundente e basicamente significou o fim da pesquisa em linguagem animal naquela época, a maioria das quais enfatizava a produção de linguagem por animais. Em suma, ele acusou os pesquisadores de interpretar demais seus resultados, especialmente porque raramente é parcimonioso atribuir uma verdadeira "produção de linguagem" intencional quando outras explicações mais simples para os comportamentos (sinais de mão gestuais) pudessem ser apresentadas. Além disso, seus animais não mostraram generalização do conceito de referência entre as modalidades de compreensão e produção; essa generalização é uma das muitas fundamentais que são triviais para o uso da linguagem humana. A explicação mais simples de acordo com Terrace foi que os animais aprenderam uma série sofisticada de estratégias comportamentais baseadas em contexto para obter reforço primário (alimento) ou social, comportamentos que poderiam ser superinterpretados como uso da linguagem.
Em 1984, durante essa reação anti-Linguagem Animal, Louis Herman publicou um relato de linguagem artificial no golfinho-nariz-de-garrafa na revista Cognition. Uma grande diferença entre o trabalho de Herman e a pesquisa anterior foi sua ênfase em um método de estudar apenas a compreensão da linguagem (em vez da compreensão da linguagem e produção pelo(s) animal(es)), o que permitiu controles rigorosos e testes estatísticos, em grande parte porque ele era limitando seus pesquisadores a avaliar os comportamentos físicos dos animais (em resposta a sentenças) com observadores cegos, em vez de tentar interpretar possíveis enunciados ou produções de linguagem. Os nomes dos golfinhos aqui eram Akeakamai e Phoenix. Irene Pepperberg usou a modalidade vocal para produção e compreensão da linguagem em um papagaio cinza chamado Alex no modo verbal, e Sue Savage-Rumbaugh continua a estudar bonobos como Kanzi e Panbanisha. R. Schusterman duplicou muitos dos resultados dos golfinhos em seus leões marinhos da Califórnia ("Rocky") e veio de uma tradição mais behaviorista do que a abordagem cognitiva de Herman. A ênfase de Schusterman está na importância de uma estrutura de aprendizagem conhecida como "classes de equivalência".
No entanto, no geral, não houve diálogo significativo entre as esferas da linguística e da linguagem animal, apesar de capturar a imaginação do público na imprensa popular. Além disso, o crescente campo da evolução da linguagem é outra fonte de intercâmbio futuro entre essas disciplinas. A maioria dos pesquisadores de primatas tende a mostrar um viés em relação a uma habilidade pré-linguística compartilhada entre humanos e chimpanzés, que remonta a um ancestral comum, enquanto pesquisadores de golfinhos e papagaios enfatizam os princípios cognitivos gerais subjacentes a essas habilidades. Controvérsias relacionadas mais recentes em relação às habilidades dos animais incluem as áreas intimamente ligadas da Teoria da Mente, Imitação (por exemplo, Nehaniv & Dautenhahn, 2002), Cultura Animal (e.g. Rendell & Whitehead, 2001), e Evolução da Linguagem (e.g. Christiansen & Kirby, 2003).
Houve um recente surgimento na pesquisa da linguagem animal que contestou a ideia de que a comunicação animal é menos sofisticada do que a comunicação humana. Denise Herzing pesquisou golfinhos nas Bahamas, criando uma conversa bidirecional por meio de um teclado submerso. O teclado permite que os mergulhadores se comuniquem com os golfinhos selvagens. Ao usar sons e símbolos em cada tecla, os golfinhos podiam pressionar a tecla com o nariz ou imitar o som de assobio emitido para pedir aos humanos um adereço específico. Este experimento em andamento mostrou que em criaturas não linguísticas o pensamento brilhante e rápido ocorre apesar de nossas concepções anteriores de comunicação animal. Pesquisas adicionais feitas com Kanzi usando lexigramas fortaleceram a ideia de que a comunicação animal é muito mais complexa do que pensávamos.